# Quế Ninh
Quế Ninh is een xã in het district Nông Sơn, een van de districten in de Vietnamese provincie Quảng Nam. Quế Ninh heeft ruim 4300 inwoners op een oppervlakte van 62,5 km².
Quế Ninh ligt op de rechter oever van de Thu Bồn.